# Elecciones generales de Guyana de 2015
Las elecciones generales de Guyana de 2015 tuvieron lugar el 11 de mayo del mencionado año, decimocuartas bajo sufragio universal y décimas desde la independencia del país, con el objetivo de renovar los 65 escaños del Parlamento unicameral, denominado Asamblea Nacional. A su vez, el candidato propuesto por el partido más votado sería elegido presidente de la República Cooperativa para un período no mayor a cinco años. Simultáneamente, se renovaron los diez Consejos Democráticos Regionales de las distintas subdivisiones de primer orden del país. Los comicios se realizaron anticipadamente luego de que el gobierno del presidente Donald Ramotar, del oficialista Partido Progresista del Pueblo (PPP), que gobernaba Guyana desde 1992, resolviera adelantarlos ante su prolongado enfrentamiento con el poder legislativo, que tenía una mayoría opositora de 33 sobre 32. Con el precedente de la anterior victoria de Ramotar, las dos expresiones opositoras representadas en la Asamblea Nacional, la coalición Una Asociación para la Unidad Nacional (APNU), y el partido Alianza para el Cambio (AFC), acordaron presentar una lista conjunta entre ambas fuerzas para poder superar en voto al PPP y obtener la presidencia de la república. Su candidato presidencial fue David Granger, líder del Congreso Nacional del Pueblo (PNC) y candidato de la APNU en las anteriores elecciones, mientras que la AFC se aseguró el cargo de primer ministro en su posible gobierno. Ante esta situación, la elección fue casi completamente bipartidista, sin que las terceras fuerzas pudieran realmente ejercer competencia alguna.
La participación fue del 71.02% del electorado registrado, un ligero decrecimiento con respecto a la elección anterior. Al finalizar el conteo, durante el cual se produjeron algunas denuncias de irregularidades, Granger se alzó con una ínfima victoria del 50.29% contra el 49.19% de Ramotar, mientras que la composición parlamentaria no varió, con 33 escaños para la lista opositora y 32 para el PPP, y un 0.52% a otros cuatro partidos minoritarios, siendo La Fuerza Unida (TUF) la más votada con un 0.27%, pero sin lograr representación por segunda vez consecutiva. El resultado fue, por lejos, el más ajustado de la historia de Guyana, así como el más polarizado, con un 99.48% del electorado votando al PPP o a la lista APNU + AFC y una diferencia exacta de 4.545 votos entre ambas fuerzas. De hecho, la alianza APNU + AFC obtuvo porcentualmente una proporción de voto inferior a la obtenida por la superposición de votos de las elecciones de 2011, mientras que el PPP logró un 0.59% más de voto. Sin embargo, se trató de unos comicios de carácter histórico, pues representaron la primera derrota electoral del PPP en una elección libre desde su fundación, así como el retorno al poder del PNC después de veintitrés años fuera del gobierno, consolidando la alternancia bipartidista, aunque también consistió en la primera vez que la fuerza victoriosa era una coalición y no un único partido.
Ramotar desreconoció el resultado, y exigió que se realizara un recuento, afirmando que «no aceptaría» la derrota. Ante la pregunta de los medios de comunicación sobre sí se negaría a dejar el poder, declaró públicamente que «no descartaba ninguna opción». Sin embargo, fue forzado a ceder ante la presión interna de su propio partido luego de que la Comisión Electoral ratificara la victoria de Granger, y finalmente dejó el cargo el 16 de mayo de 2015. Ese mismo día, Granger prestó juramento como el primer presidente ajeno al PPP en más de dos décadas, mientras que su compañero de fórmula, Moses Nagamootoo, de la Alianza para el Cambio, asumió como primer ministro, el primero ajeno al bipartidismo tradicional en la historia de Guyana.

## Antecedentes
Las elecciones anticipadas fueron convocadas como resultado de un enfrentamiento entre el presidente Donald Ramotar y la Asamblea Nacional después de que el presidente se mostrara contrario a los recortes de gastos impuestos por la Asamblea. Esta pidió una moción de censura. Ramotar posteriormente suspendió la Asamblea Nacional en noviembre de 2014 y la disolvió tres meses después. Ramotar anunció la fecha de la elección anticipada el 20 de enero de 2015.

## Sistema electoral
Los 65 miembros de la Asamblea Nacional son elegidos mediante representación proporcional de lista cerrada en un solo distrito electoral nacional de 40 escaños y en 10 circunscripciones subnacionales de un total de 25 escaños. Los escaños se asignan utilizando la cuota Hare.

## Resultados
|  | 50.29 % |

|  | 49.19 % |

|  | 0.27 % |

|  | 0.11 % |

|  | 0.08 % |

|  | 0.06 % |

|  | 99.04 % |

|  | 0.96 % |

|  | 100.00 % |

|  | 71.02 % |